# Montagna in Valtellina
Montagna in Valtellina (lombardul: Muntagna) település Olaszországban, Sondrio megyében. Lakosainak száma 2981 fő (2023. január 1.). Montagna in Valtellina Poggiridenti, Ponte in Valtellina, Sondrio, Spriana, Torre di Santa Maria, Tresivio, Lanzada, Faedo Valtellino, Piateda, Chiuro, Caspoggio és Albosaggia községekkel határos.

## Népesség
A település népességének változása:
| Lakosok száma | 3062 | 3041 | 2981 |
|               | 2017 | 2018 | 2023 |